# Залягання гірських порід
Залягання гірських порід (рос. залегание горных пород, англ. bedding (stratification) of rock, position, occurrence; нім. Lagerung f der Gesteine n pl, Schichtenlagerung f) — форма і просторове розміщення гірських порід.
Первинне (непорушене) залягання гірських порід (рос. первичное (первоначальное, нормальное) залегание; англ. original bedding, pimary bedding, нім. primäre (ursprüngliche, normale) Lagerung) — залягання гірських порід, якого вони набувають у процесі свого формування. Для осадових і більшості метаморфічних порід буває горизонтальним (у формі верств або лінз), для магматичних глибинних порід — у формі батолітів, датолітів, штоків, дайок. Виливні магматичні гірські породи утворюють покриви, потоки, куполи. За розміщенням верств розрізняють узгоджене й неузгоджене залягання.

Порушення залягання (рос. нарушение залегания, англ. dislocation (violation) of bedding, нім. Störung f der Lagerung, Lagerungsdiskordanz f) — зміна первинного залягання гірських порід внаслідок тектонічних процесів, зсувних явищ та інших причин. За формою розрізняють П.з. диз'юнктивні — з розривом суцільності порід (рис. а, б, в) і плікативні (складчасті) — без розриву суцільності (рис., г).